# Federación Venezolana de Bádminton
Die Federación Venezolana de Bádminton ist die oberste nationale administrative Organisation in der Sportart Badminton in Venezuela.

## Geschichte
Der Verband wurde im März 1960 gegründet und im Juni 1960 Mitglied in der Badminton World Federation, damals noch als International Badminton Federation bekannt. 1960 wurden auch erstmals nationale Meisterschaften ausgetragen. 1966 endete die Mitgliedschaft im Weltverband. Am 4. April 2009 erfolgte die Neugründung des Verbandes.

## Bedeutende Veranstaltungen, Turniere und Ligen
- Venezuela International
- Venezolanische Meisterschaft

## Bedeutende Persönlichkeiten
- Humberto J. Rodriguez – ehemaliger Präsident